# Маричич, Миран
Миран Маричич (хорв. Miran Maričić; род. 17 июня 1997, Бьеловар) — хорватский спортивный стрелок, бронзовый призёр чемпионата мира. Участник Олимпийских игр. Чемпион мира среди юниоров и призёр чемпионата Европы.

## Биография
Миран Маричич родился 17 июня 1997 года в Беловаре.
Он изучает информационные технологии на факультете организации и информатики в Вараждине (FOI).

## Карьера
Миран выступает за стрелковый клуб «SD Bjelovar 1874» под руководством своего личного тренера Дамира Бошняка. Миран Маричич стал чемпионом мира среди юниоров на первенстве мира, который прошёл в 2017 году в Зуле. На взрослом чемпионате мира по стрельбе 2018 года, проходившем с 31 августа по 15 сентября 2018 года в Чханвоне, Маричич выиграл бронзовую медаль в стрельбе из пневматической винтовки с 10 м. Этот результат принёс Хорватии квоту на Олимпийские игры 2020 года в Токио.
Маричич принял участие на Олимпийских играх, которые прошли в 2021 году. В стрельбе из пневматической винтовки с 10 метров он не прошёл через квалификационный отбор, а в стрельбе из трёх позиций с 50 метров он вышел в финал, где занял шестое место.
Миран стал обладателем премии Дражена Петровича в 2017 году, вручаемую талантливым молодым спортсменам и командам за выдающиеся спортивные результаты и развитие спорта. Признавался лучшим спортсменом Беловара в 2017, 2018 и 2019 годах.

## Награды
- Орден Хорватской звезды с ликом Франьо Бучара (14 ноября 2024 года)[9]